# Ephesia danilovi
Ephesia danilovi är en fjärilsart som beskrevs av Bang-haas 1927. Ephesia danilovi ingår i släktet Ephesia och familjen nattflyn. Inga underarter finns listade i Catalogue of Life.